# サイモン・ディグビー (第4代ディグビー男爵)
第4代ディグビー男爵サイモン・ディグビー（英語: Simon Digby, 4th Baron Digby、1657年7月18日 – 1686年1月19日）は、イングランド王国の政治家、アイルランド貴族。1685年から1686年まで庶民院議員を務めた。

## 生涯
第2代ディグビー男爵キルデア・ディグビーと妻メアリー（Mary、旧姓ガーディナー（Gardiner）、1692年12月23日没、ロバート・ガーディナーの娘）の三男として、1657年7月18日に生まれた。1674年7月1日にオックスフォード大学モードリン・カレッジに入学、1676年にリンカーン法曹院に入学した。1677年12月29日に兄ロバートが死去すると、ディグビー男爵位を継承した。
1679年10月イングランド総選挙ではコート派（宮廷派）の候補としてコヴェントリー選挙区から出馬したが、278票（得票数4位）で大敗した。1680年までにウォリックシャー副統監に就任、1686年に死去するまで務めた。
1685年イングランド総選挙でトーリー党候補としてウォリック選挙区から出馬、当選を果たした。第5代ブルック男爵フルク・グレヴィルの助力を得ての当選だとされる。議員としての経歴は1年に満たなかったものの、精力的に活動し、20の法案委員会に参加した。また、常備軍設立に反対し、カトリック教徒の官僚登用にも反対するなど野党の立場をとったとされる。
1686年1月19日にコーゾルで死去、24日に同地で埋葬された。息子がおらず、弟ウィリアムが爵位を継承した。

## 家族
1683年8月27日、フランシス・ノエル（Frances Noel、1661年ごろ – 1684年9月29日、初代ゲインズバラ伯爵エドワード・ノエルの娘）と結婚、1女をもうけた。フランシスは1684年に産褥死した。
- フランシス（1684年 – 1729年5月3日） - 1706年2月ごろ、第3代スキューダモア子爵ジェームズ・スキューダモア（英語版）と結婚、1女をもうけた[2][6]